# Izzet el-Noss
 (juin 2019).
Si vous disposez d'ouvrages ou d'articles de référence ou si vous connaissez des sites web de qualité traitant du thème abordé ici, merci de compléter l'article en donnant les références utiles à sa vérifiabilité et en les liant à la section « Notes et références ».
Izzet el-Noss (en arabe : عزت النص / ʿIzzat an-Nuṣṣ), né en 1912 et mort en 1976. Il devient Premier ministre en novembre 1961 après la démission de Maamoun al-Kouzbari.